# Камышенка (Завьяловский район)
Камы́шенка — село в Завьяловском районе, Алтайский край, Россия. Административный центр и единственный населённый пункт Камышенского сельсовета. 

## География
Площадь села равна 120 га, находится на равнинной лесостепи, в понижениях — болота и озёра. Наиболее распространён чернозём, есть солончаки. Возле села растут берёзовые и осиновые колки
Климат
В Завьяловском районе резко континентальный климат, умеренно тёплый. Среднегодовая температура воздуха положительная, от 0,4 до 0,9 градусов, относительная влажность составляет 73 – 75 %. Лето жаркое и короткое, зима снежная, продолжительная.
Расстояние до
- районного центра: Завьялово 26 км;
- краевого центра: Барнаул 225 км.

Транспорт
Связь с краевым центром — городом Барнаулом — осуществляется по автодорогам: Михайловское — Барнаул; Ключи — Барнаул, протяжённостью 430 и 424 км соответственно. Проходят автодороги межмуниципального значения «Камышенка — Чернавка — Александровка» (идентификационный номер 01 ОП МЗ 01Н-1102) и «Родино — Степной Кучук — Камышенка — Завьялово» (идентификационный номер 01 ОП РЗ 01К-50). Транспортные услуги предоставляют: ООО «АТП Завьяловское», ОАО «Завьяловская Сельхозтехника», ООО «Завьяловский Агротранс», работает частное такси — ИП Широков А.В., ИП Косых Н.Н.

## История
Основано в 1871 году. В 1928 году село состояло из 513 хозяйств, основное население — украинцы. Центр Камышенского сельсовета Родинского района Славгородского округа Сибирского края.

## Население
| 1926  | 1997  | 1998  | 1999  | 2000  | 2001  | 2002  | 2003  | 2004  | 2005  |
| ----- | ----- | ----- | ----- | ----- | ----- | ----- | ----- | ----- | ----- |
| 2947  | ↘1160 | ↗1179 | ↘1167 | ↘1161 | ↘1149 | ↘1109 | →1109 | ↘1105 | ↗1112 |
| 2006  | 2007  | 2008  | 2009  | 2010  | 2011  | 2012  | 2013  | 2014  | 2015  |
| ↘1102 | ↗1105 | ↘1097 | ↘1084 | ↘924  | ↗926  | ↘887  | ↗901  | ↘881  | ↘870  |
| 2016  | 2017  | 2018  | 2019  | 2020  | 2021  |       |       |       |       |
| ↗877  | ↗891  | →891  | ↘860  | ↘844  | ↘842  |       |       |       |       |

## Инфраструктура
В селе работают сельскохозяйственный производственный кооператив колхоз «Камышенский», фирмы различных форм собственности, торговые и иные организации:  ООО «РММ-Агро», ООО «Камышенское» и другие. В селе есть МКОУ «Камышенская СОШ», детский сад «Тополёк», филиал киноустановки, библиотека, дом культуры «Камышенский СДК», почта, ФАП.

## Радио и связь
- 70,01 Радио России / ГТРК Алтай

Услуги связи на территории района оказывают ПАО «Ростелеком» МРФ Сибирь Алтайский филиал МЦТЭТ с. Павловск ЛТЦ Завьяловского района,  Мамонтовское ОСП  Управления Федеральной почтовой связи Алтайского края. Кроме того, в районе развита сеть мобильной связи, функционируют такие операторы,  как ОАО «Вымпел - Коммуникации», ОАО «Мегафон», ОАО «Мобильные ТелеСистемы».